# Phyllostachys heteroclada
Phyllostachys heteroclada är en gräsart som beskrevs av Daniel Oliver. Phyllostachys heteroclada ingår i släktet Phyllostachys och familjen gräs. Inga underarter finns listade i Catalogue of Life.